# Hans-Joachim Kloppe
Hans-Joachim Kloppe (* 1948) ist ein ehemaliger deutscher Geher.
Seine größten sportlichen Erfolge feierte er zusammen mit Karl Degener und Gerhard Weidner beim TSV Salzgitter. Das Trio erreichte zwischen 1976 und 1979 insgesamt acht Podiumsplätze bei Deutschen Leichtathletik-Meisterschaften in der Mannschaftswertung, darunter drei Meistertitel in Rhede 1976 im 50-km-Gehen, in Hamburg 1977 im 20-km-Gehen sowie in Eschborn 1978 im 50-km-Gehen. Zweite Plätze sammelten sie zusammengezählt fünf Stück an der Zahl in Frankfurt am Main 1976 im 20-km-Gehen, in Mühldorf am Inn 1977 im 50-km-Gehen, in Köln 1978 im 20-km-Gehen, in Stuttgart 1979 im 20-km-Gehen sowie in Bergisch Gladbach 1979 im 50-km-Gehen. Die Erfolgsserie dieser Mannschaft endete mit dem Wechsel Karl Degeners zum VfL Wolfsburg zum Jahresende 1979.
Vor seiner Zeit in Salzgitter startete Hans-Joachim Kloppe bis 1975 für die LG ACT Kassel/Eintracht Baunatal. 1974 scheiterte er in der Qualifikation für die Deutschen Geher-Hallenmeisterschaften in Hamburg (10.000 m auf einem 165 m-Rundkurs) unter 34 Gehern trotz persönlicher Bestzeit in 50:34,0 min unter anderem an Bernd Kannenberg, Julius Müller, Siegfried Richter und Manfred Kolvenbach. 1975 gewann Hans-Joachim Kloppe unter 39 Gehern aus vier Nationen zusammen mit Horst Ueck und seinem Bruder Harun Kloppe die Mannschaftswertung beim „15. Internationalen Grand Prix du Metro“, einem 24 km langen Gehwettkampf ausgetragen auf einem zehnmal zu bewältigenden bergigen Rundkurs von 2,4 km Länge in Fresnes bei Paris. Im Herbst selben Jahres erreichte er bei einem Geher-Meeting über 15 km im schwedischen Borås unter 350 Teilnehmern einen sechsten Platz mit einer Zeit von 1:13,03 h. Zum Jahresbeginn 1981 oder 1982 wechselte Hans-Joachim Kloppe von der TSV Salzgitter zur LG Göttingen, wo er in Ahlen 1982 im 50-km-Gehen mit einem siebten Platz sein bestes Einzelresultat bei Deutschen Meisterschaften erreichen konnte. Die dort erzielte Zeit von 4:28:16 h ist bis heute Vereinsrekord der LG Göttingen, weiter hält er den Vereinsrekord im 20-km-Gehen (1:36:54 h). Hans-Joachim Kloppe lebte zumindest zu seiner aktiven Zeit in Groß Lengden bei Göttingen.